# Prammatica Sanzione di Bourges
La Prammatica Sanzione di Bourges fu un'ordinanza regia francese promulgata il 7 luglio 1438 da Carlo VII, d'intesa con il clero riunito in assemblea a Bourges, nella quale il re di Francia si dichiarava guardiano dei diritti della Chiesa di Francia. Questa ordinanza fu il primo passo verso il gallicanesimo e la secolarizzazione del diritto canonico, temperato ottant'anni dopo dal Concordato di Bologna (18 agosto 1516).

## Contesto
Provato dalla vicenda dello Scisma d'Occidente, durato dal 1378 al 1417, il papato ebbe difficoltà a ristabilire la propria autorità. Il Concilio di Costanza (1414  -1418) adottò alcune misure per ripristinare una sembianza di disciplina, ma a Roma il sovrano pontefice non riuscì a ristabilire pienamente la propria autorità. Così papa Martino V (eletto proprio a Costanza) convocò un nuovo concilio ma morì prima che questo avesse inizio: fu il successore Eugenio IV a darvi inizio, prima a Siena e poi a Basilea nel 1431.
Ma, lungi dal ritrovare la propria autorità, il papa si trovò di fronte una forte opposizione dell'assemblea conciliare. Quest'ultima era peraltro poco rappresentativa, essendo molto basso il numero degli intervenuti, per cui il papa, che diffidava di questa assemblea, dichiarò chiuso il concilio il 18 dicembre 1431, promettendo l'apertura di un nuovo concilio entro un anno e mezzo. Il concilio tuttavia rifiutò di sciogliersi, proclamò la supremazia del concilio rispetto allo stesso papa all'inizio del 1432 e mandò a Eugenio, a fine d'anno, un ultimatum. La situazione di minoranza dei cardinali favorevoli al papa (sei su ventuno) mise in serio pericolo l'avvenuta riconciliazione di Costanza. Fu la mediazione del re di Germania e futuro imperatore Sigismondo unitamente a quella del re di Francia Carlo VII, a evitare un secondo scisma d'occidente. Essa permise di giungere a un accordo che portò alla prosecuzione del Concilio, la cui chiusura fu revocata da Eugenio con bolla del 15 dicembre 1433.
Nel 1435 il Concilio decise la soppressione di alcune tasse a favore della Santa Sede, la più importante delle quali era quella delle annate il che trovò la disapprovazione del papa, che inviò in proposito una nota a tutti i principi cristiani nell'estate del 1436.
Il concilio si occupò anche della riunificazione della Chiesa ortodossa con quella cattolica. Ciò era diventato d'attualità, data la disponibilità dell'imperatore bizantino Giovanni Paleologo, che cercava alleati contro gli incombenti turchi. Il concilio volle che le trattative con gli ortodossi si svolgessero nella stessa Basilea ma il papa si oppose a favore di una città italiana e trasferì il concilio prima a Ferrara (riapertura 8 gennaio 1438) e un anno dopo a Firenze.
Il 24 gennaio 1438 un gruppo di membri del Concilio, rimasto a Basilea, sospese papa Eugenio IV e un anno dopo (25 giugno 1439) lo dichiarò deposto eleggendo il 5 novembre di quell'anno Amedeo VIII di Savoia, che prese il nome di Felice V.

## Membri riuniti nell'assemblea di Bourges

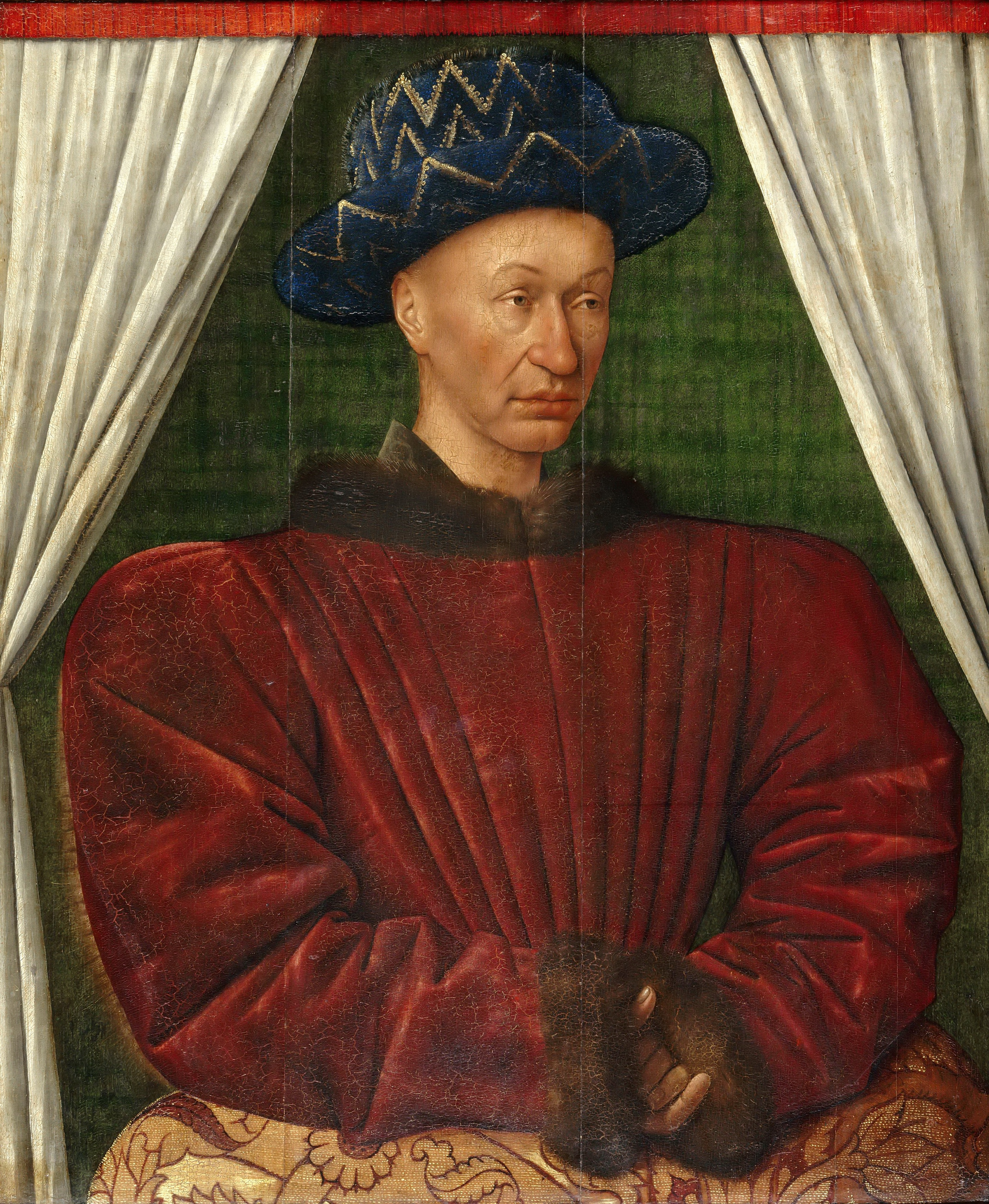
Carlo VII di Francia, di Jean Fouquet.

Vista la confusione generale creata dal conciliarismo, Carlo VII decise di organizzare la Chiesa di Francia a suo modo, facendo riferimento alle riforme introdotte a Basilea. Il 7 luglio 1438 egli promulgò una prammatica sanzione. Intorno a lui costituivano l'Assemblea di Bourges i vescovi e gli abati di Francia. Erano presenti quattro arcivescovi:
- Regnault de Chartres, arcivescovo e cancelliere di Francia
- L'arcivescovo di Tours, Philippe de Coëtquis (†1441)[4]
- L'arcivescovo di Bourges, Henri d'Avaugour (†1446)
- L'arcivescovo di Tolosa, Denis du Moulin.[5]

25 vescovi, un gran numero di abati e di delegati di diverse università e capitoli di Francia.
A questa assemblea papa Eugenio IV era rappresentato dall'arcivescovo di Creta e vescovo di Digne, monsignor Pierre de Versailles, dottore in teologia, il Concilio era rappresentato dal vescovo di Saint-Pons, dall'abate di Vézelay, da Guillaume Hugues arcidiacono di Metz, dal canonico di Lione, Jean de Manze, dall'eminente dottore in teologia Thomas de Courcelles.

## La prammatica sanzione
Questa ordinanza riprende, con qualche modifica, una ventina di decreti presi dal Concilio, nello spirito del quale essa era calata, e conferisce un particolare statuto alla Chiesa di Francia. Essa costituisce in un certo senso una sorta di alleanza fra il sovrano e il clero, limita le prerogative del papa riaffermando la supremazia dei Concili che hanno chiarito definitivamente i poteri della Santa sede.
Nel suo preambolo la Prammatica Sanzione di Bourges denuncia gli abusi del papato. Nel suo primo articolo dichiara la supremazia del Concilio generale sulla Santa Sede e limita i poteri del papa. Così viene ristabilita la libera elezione di vescovi e abati per i capitoli e i monasteri, sopprimendo le nomine della Santa Sede e il suo diritto di riserva su queste. La regalità ottiene il potere di "raccomandare" i suoi candidati alle elezioni vescovili e abbaziali presso i capitoli.
L'ordinanza di Bourges stabilisce anche alcune giurisdizioni che consentono di limitare gli appelli (spesso onerosi) a Roma. Infine stabilisce un'età minima per diventare cardinali, riduce le possibilità del papa nell'istituire alcune tasse (soppressione della annate) e riduce gli effetti della scomunica e dell'interdetto.
Fine politico, a Carlo VII riuscì ciò che Filippo il Bello aveva tentato invano di realizzare. Pur facendo riferimento a Roma, la Chiesa di Francia acquisì una grande autonomia e il re si assicurò la lealtà del clero francese.
Tuttavia la Prammatica Sanzione di Bourges era inaccettabile dal papa, in particolare il primo articolo sulla supremazia del Concilio generale, nonostante il sostegno di Carlo VII a Eugenio IV contro l'antipapa eletto dagli irriducibili di Basilea.
La Santa Sede chiese, per bocca del cardinale francese Jean Jouffroy, l'abrogazione dell'ordinanza (che, fra le altre cose, privava il papato anche di preziosi introiti) o, quanto meno, un suo serio ridimensionamento.
Si intavolarono in proposito interminabili discussioni, ma la Prammatica Sanzione aveva l'approvazione del clero francese e della maggioranza del Parlamento, salvo che in Bretagna e in Borgogna.

## Concordato di Bologna
La Prammatica Sanzione di Bourges, a parte l'attenuazione di alcune misure voluta da Luigi XI, preoccupato per i contrasti con la Santa Sede, rimase in vigore fino al 1516, quando Francesco I e papa Leone X conclusero il Concordato di Bologna, con il quale il re di Francia accettava di abolirla, mentre il papa accettava la condivisione con il re del controllo della Chiesa francese.